# Edgar Preuß
Edgar „Edu“ Preuß (* 18. Mai 1930; † 16. Juni 2018) war ein deutscher Fußballtrainer und -spieler.

## Leben
Preuß spielte von 1948 bis 1953 und von 1955 bis 1961 für seinen Stammverein Altona 93. Der Verteidiger bestritt 158 Oberligaspiele für den Verein. 1953 bis 1955 trug er die Farben des Eimsbütteler TV. Als Vereinstrainer war er zwischen 1961 und 1981 tätig. Er betreute Eintracht Garstedt als Trainer, den HSV Barmbek-Uhlenhorst führte er zum Gewinn der Hamburger Meisterschaft und zum Aufstieg in die Oberliga. 1971 wurde er Trainer des FC St. Pauli. Die Mannschaft wurde 1972 unter seiner Leitung Meister der zweitklassigen Regionalliga Nord und zog damit in die Aufstiegsrunde zur Fußball-Bundesliga ein. Der Sprung in die Bundesliga gelang nicht, St. Pauli verlor unter Preuß in der Saison 1971/72 nur ein Heimspiel, nämlich das letzte in der Aufstiegsrunde. Nach dem Saisonende 1972 wurde Preuß als St. Paulis Trainer abgelöst.
Er war in der Folge Trainer bei Holstein Kiel (ab 1972), des VfB Lübeck und des VfR Neumünster. In Neumünster blieb Preuß bis 1978, hernach betreute er rund dreieinhalb Jahre keine Mannschaft. Im Mai 1981 wurde er Manager beim SV Lurup und übernahm rund eine Woche später das Traineramt des erkrankten Luruper Trainers Barnabas Liebhaber. Unter Preuß gelang Lurup in der Aufstiegsrunde kurz darauf der Sprung in die Oberliga, indem man alle sechs Aufstiegsspiele gewann. Als er Anfang August 1981 bei einem Oberliga-Spiel gegen Holstein Kiel vom Schiedsrichter des Platzes verwiesen wurde, berichtete das Hamburger Abendblatt, Luruper Vereinsvertreter „hatten den erregten und wohl auch angetrunkenen Trainer vor dem Ende des Spiels in die Kabine geführt und dort […] auch einschließen müssen.“ Im November 1981 wurde Preuß als Luruper Trainer entlassen, zu dem Zeitpunkt war die Mannschaft Oberliga-Tabellenletzter.
Später trainierte er die Fußballauswahl der Deutschen Post, mit der er unter anderem Spiele in unterschiedlichen Ländern Europas und Nordafrikas bestritt. Im Oktober 1990 gehörte er zu den Gründern der Altliga-Mannschaft des FC St. Pauli, die er als Trainer betreute. Aus dieser Zeit stammt sein scherzhaft als taktische Anweisung verwendeter Ausspruch „Wir müssen den Gegner durch ständiges Toreschießen zermürben“.
Preuß wurde seitens des FC St. Pauli als ein „waschechtes Hamburger Urgestein“ bezeichnet, dessen „Name mit dem Fußballsport in der Hansestadt untrennbar verbunden“ gewesen sei. Die Hamburger Morgenpost nannte ihn im Jahr 2000 ein „Hamburger Fußball-Original“, Sportjournalist Günther Wilke stufte ihn in der Zeitung Luruper Nachrichten als „einen der erfolgreichsten Trainer im norddeutschen Fußball“ ein.